# Heidenhäuschen
Das Heidenhäuschen ist ein Bergrücken und zugleich ein Naturschutzgebiet am südlichen Rand des Oberen Westerwaldes zum Limburger Becken im nordwestlichen Landkreis Limburg-Weilburg in Hessen.

## Geographie
Der Höhenrücken gehört zum Oberen Westerwald, einem Hochplateau des Rheinischen Schiefergebirges. Das Mehrgipfel-Plateau erstreckt sich über eine Länge von etwa 3 km in Nord-Süd-Richtung. Westlich erstreckt sich in Nord-Süd-Richtung das Elbbachtal. Südlich des Höhenrückens befindet sich das Limburger Becken.
Das Heidenhäuschen befindet sich etwa 11 km nördlich von Limburg an der Lahn, zwischen den Orten: Ellar, Hintermeilingen, Steinbach, Oberweyer, Oberzeuzheim und Hangenmeilingen (alle Landkreis Limburg-Weilburg, Hessen).

### Geologie
Das Heidenhäuschen besteht überwiegend aus Olivinbasalt vulkanischen Ursprungs. Dieser hat sich vor etwa 28–22 Mya im Übergang vom Oligozän zum Miozän gebildet. Zwei ehemalige Vulkankrater sind nachweisbar. Das Basaltblockmeer hat sich im Wesentlichen unter eiszeitlichen Bedingungen gebildet.

### Höhe
Das Heidenhäuschen erreicht eine Höhe von bis zu 397,9 m ü. NHN und überragt das angrenzende Limburger Becken sowie das Elbbachtal um bis zu 200 Meter.

## Geschichte
Archäologische Funde zeigen, dass Menschen schon früh im Bereich des Heidenhäuschens siedelten. So wurde bei Niederzeuzheim eine Steinkiste entdeckt, die um 1900 v. Chr. angelegt wurde. Bei mehreren nahen Orten wurden Graburnen aus der Zeit um 1000 v. Chr. entdeckt. Für die Hallstattzeit (etwa 700–450 v. Chr.) lassen sich Wallanlagen am Gipfel nachweisen.
Während der La-Tène-Zeit (etwa 450 – 0 v. Chr.) war die Region von Kelten besiedelt. Auf dem Heidenhäuschen wurden mehrere Ringwälle angelegt. Beziehungen zum etwa 6 km entfernten keltischen Oppidum auf der Dornburg sind zu vermuten. Im Jahr 1902 wurden zwei Münzen am Heidenhäuschen gefunden, die von den Treverern geprägt wurden.
Die keltische Bevölkerung wurde ab 300 v. Chr. zunehmend von Germanen verdrängt. Um das Heidenhäuschen siedelten sich die Ubier an. Diese Volksgruppe unterhielt auf dem Berg eine Gerichtsstätte, die den Matronae Mahalinehae geweiht war. Dieses Gericht bestand als Gericht der Franken weiter. Mit der Christianisierung wurde das Gericht dem heiligen Maximin von Trier unterstellt und im Mittelalter nach Ellar verlegt. Die lokale Sage vom Wilden Heer wird dahingehend gedeutet, dass das alte heidnische Gericht mit der Christianisierung in den Untergrund ging und als Femegericht weiter bestand. Bis heute wird die engere Umgebung des Heidenhäuschens im Volksmund noch „das Gericht“ genannt.
Im Bereich des Heidenhäuschens verlaufen mehrere Altstraßen, die Teil des Wegenetzes zwischen Limburg und Siegen sind. Hierzu gehören die Hohe Straße, die vermutlich während der karolingischen Zeit als Königsstraße angelegt wurde, die Alte Landstraße durch den Forstwald und die Alte Rheinstraße. Im 18. Jahrhundert wurde mit dem Bau der langen Meile (heute B 49) und der Mainzer Landstraße (heute B 54) das Fernstraßennetz umgestaltet.
An einer Quelle am Fuße des Heidenhäuschens wurde 1885 die katholische Wallfahrtsstätte Sieben Schmerzen – Sieben Freuden angelegt. Der Quelle werden Heilkräfte zugeschrieben. Aus den Nachbarorten finden Prozessionen zu dieser Wallfahrtsstätte statt.
Am 7. Februar 1927 wurde im Bereich des Heidenhäuschens ein Naturschutzgebiet eingerichtet.

### Entstehung des Namens
Der Namen des Heidenhäuschens leitet sich von der ehemaligen Gerichtsstätte ab. Die unter König Dagobert I. um 633 niedergeschriebene Gesetzessammlung der Ripuarischen Franken Lex Ribuaria bestimmte das harahus als die Stätte, an der Eide zu schwören waren. Dieser Name hat sich im mundartlichen hârehäusje erhalten und wurde im frühen 19. Jahrhundert als Heidenhäuschen interpretiert. Ähnliche Entwicklungen lassen sich an anderen Gerichtsstätten ebenfalls nachvollziehen.
Der Name der Ubischen Matrone Mahalinehae soll die Wortwurzel der Ortsnamen von Hintermeilingen und Hangenmeilingen sowie des Remelsberg sein.

## Routen zum Gipfel
Der Gipfel des Heidenhäuschens lässt sich von allen umliegenden Orten aus ersteigen. Der Fernwanderweg IV des Westerwald-Vereins führt direkt unterhalb des Gipfels vorbei.

## Naturschutzgebiet
Das Naturschutzgebiet Heidenhäuschen besteht seit dem 7. Februar 1927. Es hat heute eine Größe von 114,23 ha und ist Teil des Landschaftsschutzgebietes Südoberwesterwälder Hügelland mit Gaudernbacher Platte. Das Naturschutzgebiet Heidenhäuschen ist nahezu deckungsgleich mit dem gleichnamigen FFH-Gebiet von 116,27 Hektar Fläche. Erhaltungsziele des Gebiets sind der Waldmeister-Buchenwald und die Schlucht- und Hangmischwälder. Daneben wachsen hier einige Pflanzen, die auf der Roten Liste verzeichnet sind, hierzu gehören die Zweiblättrige Waldhyazinthe (Platanthera bifolia) und die Grünliche Waldhyazinthe (Platanthera chlorantha).

## Fantasyroman
- Axel Ertelt: Alwin und das Geheimnis der Zwergenhöhle, E-Book, Ancient Mail Verlag, Groß-Gerau, 2016